# Курмели
Курмели — деревня в Велижском районе Смоленской области России. Входит в состав Велижского городского поселения. 
Расположена в северо-западной части области в 3 км к востоку от Велижа, в 2 км северо-восточнее автодороги Р133 Смоленск — Невель. В 94 км южнее деревни расположена железнодорожная станция Рудня на линии Смоленск — Витебск. 

## История
В годы Великой Отечественной войны деревня была оккупирована гитлеровскими войсками в июле 1941 года, освобождена в сентябре 1943 года. 